# Boeing T-43
Il Boeing T-43 è un aereo da addestramento sviluppato dall'azienda statunitense Boeing.

## Descrizione
Il velivolo era derivato da un Boeing 737-200 modificato e veniva utilizzato dall'Aeronautica degli Stati Uniti per addestrare i navigatori, ora noti come ufficiali dei sistemi di combattimento. Informalmente era denominato Gator (un'abbreviazione di "navigator") e "Flying Classroom".
Diciannove di questi velivoli furono consegnati al comando di addestramento aereo della Mather AFB in California nel 1973 e 1974. Due velivoli aggiuntivi furono consegnati alla Guardia Nazionale del Colorado presso Buckley ANGB (in seguito Buckley AFB) e Peterson AFB a sostegno diretto dell'addestramento alla navigazione aerea dei cadetti presso la vicina US Air Force Academy.
Due T-43 sono stati successivamente convertiti in CT-43A nei primi anni novanta e trasferiti rispettivamente al comando di mobilità aerea e alle forze aeree degli Stati Uniti in Europa, come mezzo da trasporto. Un terzo velivolo è stato anche trasferito all'Air Force Materiel Command per l'uso come velivolo da banco di prova radar ed è stato ridenominato NT-43A. Il T-43 è stato ritirato dal comando di istruzione e formazione aerea nel 2010 dopo 37 anni di servizio.